# Now You Has Jazz
«Now You Has Jazz» es una canción escrita por Cole Porter para la película Alta sociedad, de 1956, e interpretada por Bing Crosby. La canción describe los instrumentos esenciales para hacer jazz.

## Recepción
Bing Crosby grabó la canción originalmente el 18 de enero de 1956   para la banda sonora de la película, la canción  fue publicada  en el álbum High Society  y posteriormente se publicó como single , la canción fue todo un éxito alcanzando el puesto 88 de Billboard .El personal de la banda incluía a Louis Armstrong, Trummy Young , Edmond Hall , Billy Kyle , Arvell Shaw y Barrett Deems .

## Creación
Sol C. Siegel , el productor de Alta Sociedad  , le pagó a Cole Porter $ 250,000 por su primera banda sonora en ocho años. Cuando Porter  llamó a Fred Astaire y sugirió que asistieran a un concierto de Jazz en la Filarmónica . Más tarde, habló por teléfono con el empresario de jazz Norman Granz , y Granz le dio un breve curso introductorio en términos de jazz. El resultado fue "Now You Has Jazz". 